# Archidiocèse de Portland (Oregon)
Ne doit pas être confondu avec le diocèse de Portland (Maine)
L’archidiocèse de Portland en Oregon (en latin : Archidioecesis Portlandensis in Oregon, en anglais : Archdiocese of Portland in Oregon) est un archidiocèse métropolitain de l'Église catholique romaine situé aux États-Unis à Portland, Oregon.

## Territoire
Au sein de la province ecclésiastique de Portland en Oregon, l'archidiocèse administre les diocèses suffragants suivants :
- Baker
- Boise
- Great Falls–Billings
- Helena

## Historique
L'archidiocèse ne date que de 1928, car il a remplacé le siège d'Oregon City, dont le premier archevêque avait été François-Norbert Blanchet en 1850. Le siège d'Oregon city est maintenant considéré comme un siège titulaire, accordé pour la première fois à Joseph Augustine Di Noia en 2009.
L'évêché de Portland en Oregon a été érigé le 1er décembre 1843 par le pape Grégoire XVI en tant que vicariat apostolique de l'Oregon à partir de cessions de territoires du diocèse de Saint Louis. Le 24 juillet 1846, le vicariat apostolique de l'Oregon a cédé des parties de son territoire pour créer les diocèses de Vancouver et Walla Walla.
Le 24 juillet 1846, le vicariat apostolique de l'Oregon fut élevé au rang de diocèse par le pape Pie IX et rebaptisé diocèse d'Oregon City. Le 29 juillet 1850, le diocèse d'Oregon City a été élevé au rang d'archevêché par Pie IX également. Le 3 mars 1868, l'archevêché d'Oregon City a cédé des parties de son territoire pour créer le vicariat apostolique de l'Idaho et du Montana. Une autre cession de territoire a eu lieu le 19 juin 1903 pour la création du diocèse de Baker City. Le 26 septembre 1928, l'archevêché d'Oregon City a été rebaptisé archevêché de Portland en Oregon. 

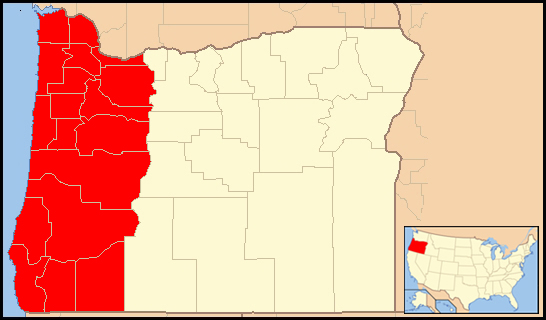
Emplacement de l'archidiocèse.
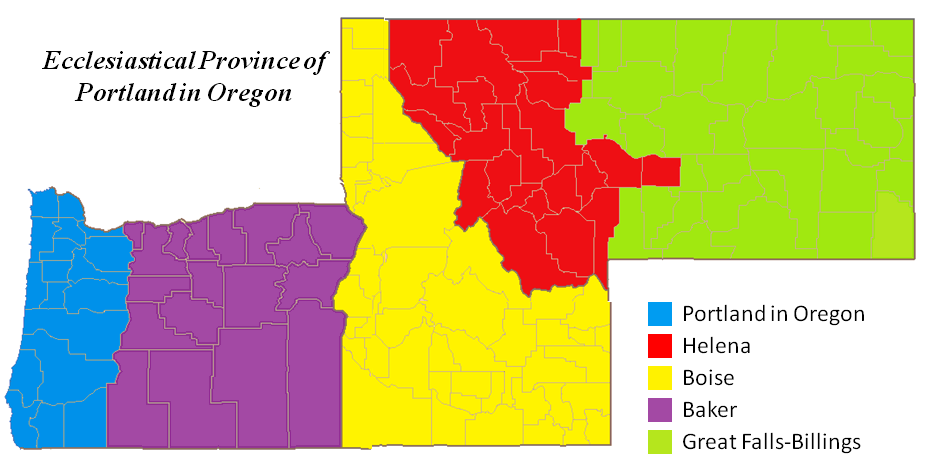
Province ecclésiastique de Portland en Oregon.

## Églises importantes
L’église principale de l’archidiocèse est la cathédrale Sainte-Marie-de-l’Immaculée-Conception (en) de Portland.
On trouve également dans la ville le sanctuaire Notre-Mère-des-Douleurs, que la Conférence des évêques catholiques des États-Unis a désigné sanctuaire national en 1983,.